# Tina Sinatra
Christina Sinatra (ur. 20 czerwca 1948 w Los Angeles) – amerykańska aktorka, bizneswoman, producentka filmowa, hollywoodzka agentka i pamiętnikarka.

## Życiorys

### Wczesne życie
Christina Sinatra urodziła się 20 czerwca 1948 w Los Angeles jako najmłodsze dziecko piosenkarza i aktora Franka Sinatry i jego pierwszej żony, Nancy Barbato. Ma dwójkę rodzeństwa: Nancy i Franka. Jej rodzice rozwiedli się kiedy miała trzy lata.

### Kariera
Sinatra nigdy nie chciała zostać piosenkarką w przeciwieństwie do swojego rodzeństwa, w zamian uczęszczała na lekcje aktorskie z Jeffem Corey, a w 1969 pojawiła się miniserialu Romeo und Julia 70 u boku Hamptona Fanchera. Serial kręcono w Niemczech, gdzie mieszkała przez kilka lat. Po powrocie do Stanów Zjednoczonych, uczęszczała na więcej lekcji Coreya i pojawiła się w odcinkach seriali takich jak: Adam-12, It Takes a Thief, McCloud i Mannix.
Pomimo wahania przed śpiewaniem Sinatra pojawiła się na albumie The Sinatra Family Wish You a Merry Christmas z ojcem i rodzeństwem w 1968. Wniosła wkład w pięć utworów na albumie, w tym „Santa Claus Is Coming to Town” i duet w „O Bambino (One Cold and Blessed Winter)” z siostrą. Tina pojawiła się także ze swoim rodzeństwem w jednym z odcinków programu telewizyjnego Deana Martina z jego dziećmi. Była obecna na wielu sesjach nagraniowych swojego ojca, w tym na sesji do przeboju „My Way”.
W swoim pamiętniku napisała o swojej karierze aktorskiej, że brakowało jej ambicji i pewności siebie, by zostać aktorką. Sinatra pozostała w branży rozrywkowej, zostając agentem teatralnym Arnolda Stiefela, a raz reprezentowała Roberta Blake'a. Na prośbę ojca w latach 70. zaczęła kierować częścią kariery starszego Sinatry. Po śmierci ojca Tina przejęła kontrolę nad filmową i muzyczną spuścizną Franka Sinatry.
Okazjonalna producentka filmowa, pojawiła się także w filmie telewizyjnym Fantasy Island (1977), który stał się pilotem wieloletniego serialu telewizyjnego o tym samym tytule. Była producentem wykonawczym miniserialu telewizyjnego Sinatra z 1992. Była także producentką remake'u filmu jej ojca z 1962, Przeżyliśmy wojnę z 2004. Odtwórca głównej roli owego filmu, Frank Sinatra posiadał prawa do legalnej dystrybucji filmu aż do jego śmierci.
W 2000 wydała pamiętnik, My Father's Daughter, który napisała z Jeffem Coplonem.

### Życie prywatne
W czerwcu 1970 Sinatra ogłosiła zaręczyny z aktorem Robertem Wagnerem. Zaręczyny zerwano w styczniu 1972.
26 stycznia 1974 wyszła za muzyka Wesa Farrella w apartamencie jej ojca w Caesars Palace w Las Vegas. Rozwiedli się 3 września 1976.
Drugim mężem był Richard M. Cohen; pobrali się 30 stycznia 1981, a rozwiedli 11 stycznia 1983.
W 2015 roku rozpoczęła petycję na rzecz budowy Beverly Hills Community Dog Park w Beverly Hills w Kalifornii.